# Орёл (птица)
Орёл — собирательное название крупных дневных хищных птиц с размерами тела от среднего до крупного (за исключением грифов). Понятие включает в себя, но не исчерпывается представителями биологического рода Орлы или подсемейства Орлиные и может рассматриваться как обозначающее полифилетическую группу, объединённую внешними признаками (размеры и образ жизни).

## Этимология
Русское слово «орёл» восходит к праславянскому *оrьlъ, которое родственно как лит. erẽlis и готск. ara, так и хетт. ḫаrаš с тем же значением и греч. ὄρνῑς («птица»). В словообразовании задействован также редкий формант -ьlъ с увеличительным значением.

## Определение и проблемы систематики
Орлами традиционно называют дневных хищних птиц среднего и крупного размера, относящихся к разветвлённому семейству Ястребообразные. Дополнительные характеристики, встречающиеся в словарных определениях, включают мощное телосложение, зоркое зрение, высокую приспособленность к полёту и преимущественно мясную пищу. Большинство этих характеристик, однако, имеют исключения: встречаются орлы, основу диеты которых составляет не мясо, а также относительно небольшие виды — например, у обитающего на острове Ниас подвида хохлатого змееяда (лат. Spilornis cheela asturinus) размах крыльев менее метра, меньше, чем у многих ястребов, а африканский ястребиный орёл (Hieraaetus ayresii) ростом и весом (около 700 г) уступает даже американскому ворону.
Большинство орлов — активные хищники, как правило сами убивающие добычу; они способны к поеданию падали, которая, однако, не составляет основу их питания, в отличие от таких последовательных падальщиков, как грифы. При этом их рацион от вида к виду может значительно отличаться, что влечёт за собой растущие отличия во внешнем виде. Так, у рыбных орлов по два пальца на каждой лапе развёрнуты вперёд и назад и покрыты чешуёй, не позволяющей освободиться скользкой добыче, а у змееядов короткие сильные пальцы также покрыты толстой чешуёй, защищающей от укусов, а грудь — жёсткими плотными перьями, которые выполняют ту же функцию. У южноамериканской гарпии и венценосного орла, охотящихся в густых лесах, крылья короткие, что позволяет лавировать между ветвей, а у обитателей открытых пространств, таких как беркут и кафрский орёл, — длинные, обеспечивающие возможность долгого парения. Крупнейшие из орлов (гарпии, филиппинский, венценосный, боевой, кафрский, беркут) представляют собой сверххищников, не только доминируя над другими пернатыми, но и составляя конкуренцию некрупным псовым и кошачьим (лисам, шакалам, рысям).
Систематика дневных хищных птиц в целом и орлов в частности остаётся предметом споров, и с началом применения молекулярно-генетических методов классификации стала ещё более изменчивой. Хотя, по-видимому, все ястребообразные хищные птицы имеют общих предков, внутри семейства они образуют отличные друг от друга группы, и птицы, называемые орлами, могут иметь близкие родственные связи внутри разных групп, а их внешнее сходство возникло в результате конвергентной эволюции. В частности, орланы, змееяды и рыбные орлы находятся в более близком родстве с коршунами и пальмовым грифом, а гарпии — с канюками. Положение некоторых хищных птиц в систематике меняется: некоторые таксоны включаются в более высокие таксономические группы, близкие к орлам, другие — в более далёкие.

## Геральдика
Геральдические орлы с распростёртыми крыльями (аквилы) служили знаками римских легионов, а до римлян орёл был распространённым символом военной мощи у персов. У большинства орлов в современной геральдике черты не настоящих орлов, а орланов — в среднем ещё более величественных крупных хищников, в отличие от них питающихся рыбой. Редкими исключениями являются орлы на гербах России (двуглавый) и Польши (одноглавый): у этих двух геральдических фигур ноги оперены до самых пальцев — характерный признак беркута.